# اقتصاد منزلي مغلق

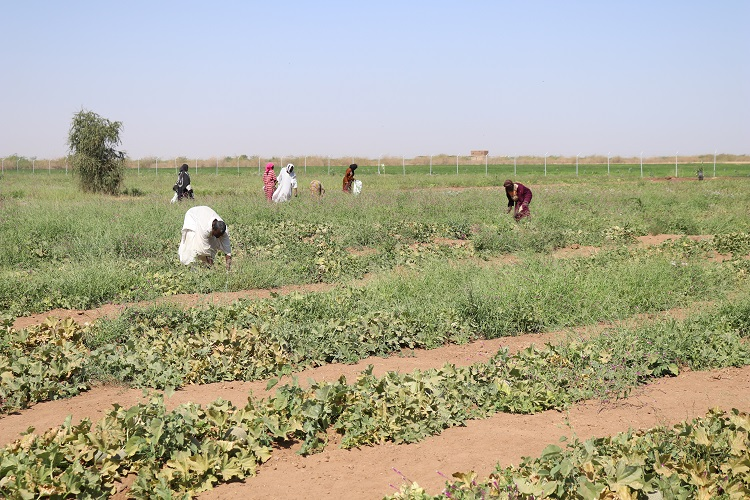
الاقتصاد المنزلي المغلق هو نظام اقتصادي تقوم فيه الأسر وحدها بـ التجارة. وهذا النوع من الاقتصاد موجود مثلاً في مجتمعات الصيد وجمع الثمار.

إن الاقتصاد المنزلي المغلق (بالإنجليزية: closed-household economy)‏ هو نظام اقتصادي لمجتمع لا يتم فيه تبادل السلع بشكل تجاري. فبدلاً من ذلك، تقوم الأسر نفسها بإنتاج السلع واستهلاكها. وبمعنى آخر، فإن الاقتصاد المنزلي المغلق هو نظام اقتصادي تقوم فيه الأسر وحدها بـ التجارة. وهذا النوع من الاقتصاد موجود مثلاً في مجتمعات الصيد وجمع الثمار.
ولا يتم فصل إنتاج السلع عن استهلاكها كما هو الحال في المجتمع الذي يرتفع فيه معدل تقسيم العمل.
يختلف نظام الاقتصاد المنزلي المغلق عن اقتصاد المقايضة، الذي يتم من خلاله مقايضة السلع (استبدال السلع بعضها ببعض)، ويختلف أيضًا عن الاقتصاد النقدي الذي يتم فيه تداول السلع بالمال.
ويشار إلى الاقتصاد المنزلي المغلق واقتصاد المقايضة معًا باسم الاقتصاديات غير النقدية.